# Cu cu đuôi dài tối màu
Cu cu đuôi dài tối màu (danh pháp hai phần: Cercococcyx mechowi) là một loài chim thuộc họ Cu cu (Cuculidae).. Chúng được tìm thấy ở Angola, Cameroon, Cộng hòa Trung Phi, Cộng hòa Congo, Cộng hòa Dân chủ Congo, Bờ Biển Ngà, Guinea Xích Đạo, Gabon, Ghana, Guinée, Liberia, Nigeria, Sierra Leone, Tanzania, Togo, và Uganda.